# Nelson Jobim

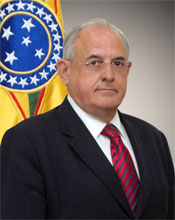
Nelson Jobim.

Nelson Azevedo Jobim (Santa Maria, Rio Grande do Sul, 12 april 1946) is een Braziliaanse jurist en politicus.
Bij de Braziliaanse Federale Rechtbank was hij president. Sinds 2007 is hij onder President Luiz Inácio Lula da Silva Minister van Defensie.
- International Standard Name Identifier: 0000 0000 4998 2640
- Library of Congress Control Number: nr93022931
- Nederlandse Thesaurus van Auteursnamen: 132892332
- Virtual International Authority File: 71263839
- WorldCat: E39PBJkHmMQMMxBDX7wBv9wpyd